# Finn Faxner
Finn Faxner (født Finn Holten Nielsen 5. august 1936 i København - 18. juni 2014. Ændrede efternavn til Faxner i 1948) bygningsingeniør, orienteringsløber og feltsporter som løb for Københavns IF.
Faxner deltog i de første verdensmesterskaber i Fiskars, Finland i 1966, hvor han med det danske hold opnåede en 5. plads og individuelt en 25. plads. Han vandt det danske mesterskab i stafet fire gange i perioden 1959-1966.
Faxner vandt det danske mesterskab i feltsport 1964 og 1966.
Faxner har som veteran løbet for Viborg OK.

## Note
1. ↑  "WOC 1966 – resultatliste, lang distance". Arkiveret fra originalen 4. januar 2010. Hentet 14. oktober 2009.